# Metropol Verlag
Pour les articles homonymes, voir Metropol et Verlag.
Metropol Verlag (« Éditions Metropol ») est une maison d'édition basée à Berlin, spécialisée sur l'histoire contemporaine et politique.
La société a été fondée en 1988 par Friedrich Veit. En collaboration avec Kiepenheuer & Witsch, Rowohlt, Suhrkamp et d'autres éditeurs, il a été membre de « Artikel 19 Verlag » (Éditions l'article 19) qui en 1989 a publié Les Versets sataniques de Salman Rushdie en Allemagne. Il est devenu connu principalement pour ses nombreuses publications sur la période nazie.
L'éditeur publie principalement des livres en langue allemande. Les catalogues d'expositions figurent dans une édition anglaise. Selon Open Library Metropol publie environ 35 livres par an.